# 1378 w literaturze
Wydarzenia literackie w 1378 roku.

## Zmarli
- Karol IV Luksemburski, cesarz rzymski i pisarz, autor autobiografii